# Närke
Närke is een zogenoemd landschap in het Midden-Zweedse landsdeel Svealand. Het heeft een oppervlakte van 4126 km² en behoort tot de provincie Örebro län.

## Bestuur
De Zweedse landschappen hebben geen bestuurlijk functie. Het grootste deel van Närke bestaat uit het zuidelijke deel van de provincie Örebro län. Kleine delen van het landschap horen bij de provincies Östergötlands län en de provincie Västmanlands län.

### Gemeentes in Närke
De volgende gemeenten liggen geheel of gedeeltelijk in Närke:
- Askersund
- Degerfors
- Hallsberg
- Kumla
- Laxå
- Lekeberg
- Örebro

## Geografie
Närke ligt in het zuiden van Svealand, het middelste landsdeel van Zweden. In het oosten grenst Närke aan het landschap Södermanland en het Hjälmarmeer, dat ook gedeeltelijk tot Närke behoort. In het zuiden grenst Närke aan Östergötland en het Vättermeer; ook dit meer hoort gedeeltelijk bij Närke. In het westen grenst Värmland en Västergötland.
Het grootste meer dat tot Närke behoort is het Vättermeer. Dit meer ligt echter niet geheel in het landschap; het grootste meer dat geheel tot Närke behoort is het 28 km² grote meer Sottern. Het hoogste punt van Närke ligt in de heuvelrug Kilsbergen, die van het noorden uit in zuidwestelijke richting door Närke loopt. Dit hoogste punt ligt op 298 meter boven de zeespiegel. De middelste delen van Närke bestaan uit de vlakte Närkesslätten. Er ligt een nationaal park in Närke: Garphyttan.
Ångermanland · Blekinge · Bohuslän · Dalarna · Dalsland · Gästrikland · Gotland · Halland · Hälsingland · Härjedalen · Jämtland · Lapland · Medelpad · Närke · Norrbotten · Öland · Östergötland · Skåne · Småland · Södermanland · Uppland · Värmland · Västerbotten · Västergötland · Västmanland